# Sint-Niklaas (dialect)
Het Sint-Niklaas (Sinnekloases) is een dialect van het Nederlands dat gesproken wordt in en rond de Oost-Vlaamse stad Sint-Niklaas. Het behoort tot de Oost-Vlaamse dialectengroep. 

## Kenmerken
Net zoals andere Wase dialecten is het Sint-Niklaas voor een stuk verbrabantst door de positie dicht bij Antwerpen. Een kenmerk dat het Sint-Niklaas onderscheidt van andere Wase dialecten is de uitspraak van oo. Dit wordt als oeë uitgesproken (bv. brood wordt broeëd). In Lokeren wordt deze klank eerder als uuë uitgesproken, in Haasdonk eerder als ieë.
In Tereken, een wijk in het zuiden van de stad, wordt traditioneel een licht ander dialect gesproken, het Terekens. Dit dialect zou meer kenmerken hebben van dat van Temse.

## Woordenschat
Enkele voorbeelden van woorden in het Sint-Niklase dialect:
| Nederlands                 | Sint-Niklaas   |
| -------------------------- | -------------- |
| aardbei                    | jeirebees      |
| brandnetel                 | tingel         |
| duif die geen prijzen wint | panneschijter  |
| haag                       | wjeir          |
| hevig bibberen of trillen  | schuddemattijs |
| ijs                        | pieleke kaat   |
| kikkervisje                | oekedoeleken   |
| libel                      | savooëpjeird   |
| pletten                    | dedderen       |
| regenworm                  | pielewuiter    |
| terwijl                    | swenst         |
| x-benen                    | muttekesknien  |

In 2019 vond er een wedstrijd plaats voor mooiste dialectwoord van het Sint-Niklaas dialect. Het woord allemanswies (iemand die iedereen naar de mond praat om met iedereen overeen te komen) won.

## Varia
- De parking onder de Grote Markt is ingedeeld in zones die aangeduid worden met dialectwoorden, waaronder bijs (schommel), blaffetuur (rolluik) en carnasjeire (boekentas).[6]
- De stadsmunt van Sint-Niklaas heet Sengzen, een dialectwoord voor centen en geld.[8][9]
- In 2017 verscheen er een woordenboek van het dialect, de Wordelieèst va Sinnekloas (woordenlijst van Sint-Niklaas). Daarin staan 2790 dialectwoorden. Het boek werkt zowel van het dialect naar het Standaardnederlands als omgekeerd.[4]